# Ophiomyia nasuta
Ophiomyia nasuta är en tvåvingeart som beskrevs av Axel Leonard Melander 1913. Ophiomyia nasuta ingår i släktet Ophiomyia och familjen minerarflugor. Arten är reproducerande i Sverige. Inga underarter finns listade i Catalogue of Life.